# Лалмонирхат (округ)
Лалмонирхат (бенг. লালমনিরহাট জেলা, англ. Lalmonirhat District) — округ на севере Бангладеш, в области Рангпур. Образован в 1984 году. Административный центр — город Лалмонирхат. Площадь округа — 1241 км². По данным переписи 2001 года население округа составляло 1 088 918 человек. Уровень грамотности взрослого населения составлял 66,6 %, что значительно выше среднего уровня по Бангладеш (43,1 %). Религиозный состав населения: мусульмане — 83,2 %, индуисты — 16,5 %.

## Административно-территориальное деление
Округ Лалмонирхат делится на 5 подокругов:
1. Адитмари (Адитмари)
2. Лалмонирхат-Садар (Лалмонирхат)
3. Калигандж (Калигандж)
4. Хатибандха (Хатибандха)
5. Патграм (Патграм)